# Steven Brust

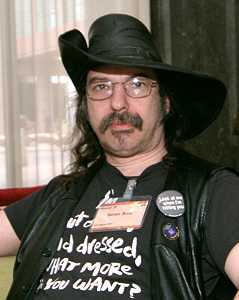
Stephen Burst in 2004

Steven Karl Zoltán Brust (23 november 1955) is een Amerikaanse fantasy- en sciencefictionauteur van Hongaarse afkomst. Hij was een lid van de schrijversgroep The Scribblies (waarvan ook Emma Bull, Pamela Dean, Will Shetterly, Nate Bucklin, Kara Dalkey en Patricia Wrede lid waren) en is lid van de Pre-Joycean Fellowship.
Ofschoon hij tientallen romans en verhalen heeft geschreven en al in diverse talen is vertaald, is er pas één roman van hem in het Nederlands verschenen: Huis Jhereg, een aflevering van zijn meest bekende serie: de serie over de moordenaar Vlad Taltos.
De meeste van zijn korte verhalen spelen zich af in gemeenschappelijke werelden. Hieronder zijn Liavek van Emma Bull en Will Shetterly, Thieves' World van  Robert Asprin, Sandman van Neil Gaiman, en The Borderland Series van Terri Windling. En samen met Robin Hobb heeft hij in 1992 de roman The Gypsy geschreven.
- Bibliothèque nationale de France: cb13201644f (data)
- Gemeinsame Normdatei: 123689015
- International Standard Name Identifier: 0000 0001 0865 2300
- Library of Congress Control Number: n84076962
- MusicBrainz: eeef704f-4c8b-4041-a21e-59316e43c77b
- Bibliotheek van het Japanse parlement: 01030825
- Nationale Bibliotheek van Tsjechië: xx0004549
- Nationale Bibliotheek van Israël: 987007306290905171
- Nederlandse Thesaurus van Auteursnamen: 072852194
- SNAC: w6kd23p6
- Système universitaire de documentation: 111905184
- Virtual International Authority File: 5074845
- WorldCat: E39PBJtrPdWCbgcfCWFG6H86Kd